# Гіоргі Робакідзе
Гіоргі Робакідзе (груз. გიორგი რობაქიძე; нар. 30 червня 2005, Киргизстан) — грузинський футболіст, опорний півзахисник одеського «Чорноморця».

## Клубна кар'єра
Вихованець академії тбіліського «Динамо». На початку січня 2023 року приєднався до резервної команди «Колхеті». У футболці потійського клубу дебютував 28 лютого 2023 року в переможному (2:0) виїзному поєдинку 1-го туру Ліги Еровнулі 2 проти «ВІТ Джорджії». Георгі вийшов на поле на 90+5-й хвилині замість Валерія Ольхового. У сезоні 2023 року виходив на поле в 6-ти поєдинках, в усіх випадках — з лави запасних на останні хвилини поєдинків.
На початку січня 2024 року вільним агентом перейшов до «ВІТ Джорджії». У футболці столичного клубу дебютував 5 березня 2024 року в переможному (3:1) домашньому поєдинку 1-го туру Ліги Еровнулі 2 проти «Колхеті» (Хобі). Гіоргі вийшов на поле на 73-й хвилині замість Луки Толордави, а на 90+3-й хвилині відзначився першим голом за «ВІТ Джорджію». У сезоні 2024 року провів 34 матчі (2 голи) у Лізі Еровнулі 2 та 1 поєдинок у кубку Грузії.
На початку лютого 2025 року прибув на перегляд у «Чорноморець», за результатами якого наприкінці лютого того ж року юний грузин підписав контракт з клубом. У футболці одеського клубу дебютував 21 лютого 2025 року в переможному (2:1) виїзному поєдинку 18-го туру Прем'єр-ліги України проти одеського «Чорноморця». Гіоргі вийшов на поле на 70-й хвилині замість Віталія Єрмакова.

## Кар'єра в збірній
Викликався до юнацької збірної Грузії (U-17), у футболці якої дебютував 7 лютого 2022 року в програному (0:3) товариському виїзному поєдинку проти Ізраїлю. Робакідзе вийшов на поле на 41-й хвилині замість Гіві Хачідзе. У 2022 році виходив на поле в 11-ти поєдинках юнацької збірної Грузії (U-17).